# Episodi di Madam Secretary (quarta stagione)
La quarta stagione della serie televisiva Madam Secretary, composta da 22 episodi, è stata trasmessa negli Stati Uniti dalla CBS dall'8 ottobre 2017 al 20 maggio 2018.
In Italia la stagione è andata in onda dall'8 febbraio al 26 agosto 2018 su Rai 2.
| n° | Titolo originale          | Titolo italiano               | Prima TV USA     | Prima TV Italia  |
| -- | ------------------------- | ----------------------------- | ---------------- | ---------------- |
| 1  | News Cycles               | Notiziari                     | 8 ottobre 2017   | 8 febbraio 2018  |
| 2  | Off the Records           | Confidenziale                 | 15 ottobre 2017  | 12 febbraio 2018 |
| 3  | The Essentials            | L'essenziale                  | 22 ottobre 2017  | 13 febbraio 2018 |
| 4  | Shutdown                  | Blocco governativo            | 29 ottobre 2017  | 14 febbraio 2018 |
| 5  | Persona Non Grata         | Persona non grata             | 5 novembre 2017  | 15 febbraio 2018 |
| 6  | Loophole                  | La scappatoia                 | 12 novembre 2017 | 16 febbraio 2018 |
| 7  | North to the Future       | Largo al futuro               | 19 novembre 2017 | 19 febbraio 2018 |
| 8  | The Fourth Estate         | Il quarto potere              | 26 novembre 2017 | 20 febbraio 2018 |
| 9  | Minefield                 | Campo minato                  | 10 dicembre 2017 | 21 febbraio 2018 |
| 10 | Women Transform the World | Le donne trasformano il mondo | 17 dicembre 2017 | 22 febbraio 2018 |
| 11 | Mitya                     | Mitya                         | 7 gennaio 2018   | 23 febbraio 2018 |
| 12 | Sound and Fury            | Solide fondamenta             | 14 gennaio 2018  | 10 giugno 2018   |
| 13 | Reading the Signs         | Leggere i segni               | 11 marzo 2018    | 17 giugno 2018   |
| 14 | Refuge                    | Il quadro generale            | 18 marzo 2018    | 24 giugno 2018   |
| 15 | The Unnamed               | Senza nome                    | 25 marzo 2018    | 1º luglio 2018   |
| 16 | My Funny Valentine        | Emotività                     | 1º aprile 2018   | 8 luglio 2018    |
| 17 | Phase Two                 | Fase due                      | 8 aprile 2018    | 15 luglio 2018   |
| 18 | The Friendship Game       | Le regole dell'amicizia       | 22 aprile 2018   | 22 luglio 2018   |
| 19 | Thin Ice                  | Ghiaccio sottile              | 29 aprile 2018   | 19 agosto 2018   |
| 20 | The Things We Get to Say  | Le cose che possiamo dire     | 6 maggio 2018    | 19 agosto 2018   |
| 21 | Protocol                  | Protocollo                    | 13 maggio 2018   | 26 agosto 2018   |
| 22 | Night Watch               | Ronda di notte                | 20 maggio 2018   | 26 agosto 2018   |